# 摂南大学の人物一覧
摂南大学の人物一覧（せつなんだいがくのじんぶついちらん）は、摂南大学に関係する人物の一覧記事。

## 著名な教職員
Category:摂南大学の教員を参照
- 藤田進 - 元学校法人常翔学園総長、理事長
- 宮田秀明 - 元薬学部教授、ダイオキシン研究の第一人者。名誉教授。
- 河瀬泰治 - 摂南大学スポーツ振興センター教授・同ラグビー部監督、元ラグビー日本代表、元U21・U23日本代表監督。
- 瀬戸宏 - 元外国語学部教授、中国現代文学演劇(特に中国話劇史)、中国近現代史など。名誉教授。
- 合田健 - 工学部土木工学科教授
- 吉田道代 - 元外国語学部准教授
- 小山昇 - 法学部法律学科教授、専門は国際私法
- 塙陽子 - 法学部教授
- 大澤豊 - 経営情報学部部長
- 奥島啓弐 - 名誉教授
- 奥直人 - 薬学部助教授
- 奥林康司 - 教授
- 安藤哲行 - 元外国語学部教授。名誉教授
- 寺沢知子 - 法学部助教授
- 山口次郎 - 学長、名誉教授
- 川崎敏男 - 薬学部教授
- 上島有 - 元国際言語文化学部長。名誉教授
- 中村宣一朗 - 教授
- 布目潮渢 - 元教授
- 平井康三郎 - 学歌作曲
- 久保司郎 - 教授
- 広田真一 - 元経営環境情報学科専任講師
- 井奥成彦 - 経営情報学部助教授
- 今井光規 - 元学長。名誉教授
- 佐口透 - 教授
- 後藤憲一 - 工学部教授
- アンドリュー・マコーミック - ラグビー部コーチ
- 八木紀一郎 - 元学長。名誉教授。
- 光藤景皎 - 法学部法律学科教授
- 前田敬作 - 教授
- 倉沢愛子 -元国際言語文化学部教授
- 石崎嘉彦 - 元外国語学部教授。名誉教授
- 筑波幸一郎 - 非常勤講師
- 美川圭 - 元外国語学部教授
- 牧本利夫 - 元学長。名誉教授
- 瀬尾芙巳子 - 経営環境情報学科教授
- 遠藤美奈 - 法学部助教授
- 青山秀夫 - 経営情報学部長
- 馬原鉄男 - 教授
- 高島邦子 -元国際言語文化学部教授
- 高田卓爾 - 法学部法律学科教授・法学部長
- 鷲尾健三 - 教授
- 松浦邦男 - 教授
- 森本益之 - 元法学部教授。元学長。
- 楢崎正也 - 工学部特任教授
- 櫻井良文 - 学長、名誉教授
- 渡辺久義 - 教授
- 木本浩一 - 外国語学部教授
- 本多友常 - 理工学部教授
- 浅羽良昌 - 経済学部教授
- 曽沢太吉 - 国際言語文化学部教授
- 牧野邦昭 - 元経済学部教授
- 竹澤健介 - 体育会陸上競技部ヘッドコーチ

## 著名な卒業生
Category:摂南大学出身の人物を参照

### 政界
- 澤井宏文 - 松原市長
- 藤田元治 - 美馬市長

### 経済
- 羽渕淳 - ニッセンホールディングス社長、ニッセン社長

### 研究者・学者
- リム・ボン-立命館大学産業社会学部教授
- 久保貞也 - 摂南大学経営学部准教授
- 秋田憲司 - 無添加住宅開発者
- 藤岡忠 - マイコンソフト責任者

### 芸能
- 小谷早弥花 - 女優
- 西川たけのすけ - 声優
- 山下しげのり - お笑い芸人（ジャリズム）
- プリンセス金魚 - お笑い芸人（松竹芸能）
- 大西進 - お笑い芸人（黒帯）
- 真戸原直人（ボーカル） - アンダーグラフ - スリーピースバンド
- 桂寅之輔 - 落語家
- 安田美沙子 - タレント（中退）※大学在学当時、大学の最寄り駅(京阪の寝屋川市駅だと思われる)で通学途中に所属事務所のスタッフにスカウトされデビューした。

### スポーツ
- 宮本裕司 - プロ野球選手
- 加納誠 - 男子フィギュアスケート選手
- トプイ・セコナ - ラグビー選手
- フェツアニ・ラウタイミ - ラグビー選手
- イオンギ譲 - ラグビー選手
- 金武貴之 - ラグビー選手
- 松岡久善 - ラグビー選手
- 森雄祐 - ラグビー選手
- 樫本敦 - ラグビー選手